# Копрживниці
Копрживниці (чеськ. Kopřivnice [ˈkopr̝̊ɪvɲɪtsɛ], нім. Nesselsdorf) — місто в окрузі Новий Їчин, у Мораво-сілезькому краї, Чехія. У місті знаходиться штаб-квартира компанії «Tatra». Площа міста становить 27,49 км², населення — 21 657 осіб (2021).